# حارة حمزة (صنعاء)
حمزة هي إحدى حارات حي سدس الروض بمدينة الروضة شمال العاصمة اليمنية "صنعاء"، بلغ تعداد سكانها 496 نسمة حسب تعداد اليمن لعام 2004.